# Basse-Terre (quận)
Quận Basse-Terre là một quận của Pháp, nằm ở tỉnh Guadeloupe, trong vùng Guadeloupe. Quận này có 17 tổng và 18 xã.

## Các đơn vị hành chính

### Các tổng
Các tổng của quận Basse-Terre là: 
1. Baie-Mahault
2. Basse-Terre - Tổng thứ nhất
3. Basse-Terre - Tổng thứ nhì
4. Bouillante
5. Capesterre-Belle-Eau - Tổng thứ nhất
6. Capesterre-Belle-Eau - Tổng thứ nhì
7. Gourbeyre
8. Goyave
9. Lamentin
10. Petit-Bourg
11. Pointe-Noire
12. Saint-Claude
13. Sainte-Rose - Tổng thứ nhất
14. Sainte-Rose - Tổng thứ nhì
15. Les Saintes
16. Trois-Rivières
17. Vieux-Habitants

### Các xã
Các xã của quận Basse-Terre, và mã INSEE là: 
| 1. Baie-Mahault (97103)         | 2. Baillif (97104)          | 3. Basse-Terre (97105)    | 4. Bouillante (97106)      |
| 5. Capesterre-Belle-Eau (97107) | 6. Deshaies (97111)         | 7. Gourbeyre (97109)      | 8. Goyave (97114)          |
| 9. Lamentin (97115)             | 10. Petit-Bourg (97118)     | 11. Pointe-Noire (97121)  | 12. Saint-Claude (97124)   |
| 13. Sainte-Rose (97129)         | 14. Terre-de-Bas (97130)    | 15. Terre-de-Haut (97131) | 16. Trois-Rivières (97132) |
| 17. Vieux-Fort (97133)          | 18. Vieux-Habitants (97134) |                           |                            |